# Грушевский сельский совет (Купянский район)
Грушевский сельский совет — входит в состав Купянского района Харьковской области Украины.
Административный центр сельского совета находится в селе Грушевка.

## История
- 1991 — дата образования.

## Населённые пункты совета
- село Грушевка
- село Благодатовка
- село Василевка
- село Садовое